# Alpenblitz
Alpenblitz (eerst Alpenblitz I, opgevolgd door Alpenblitz II) is een gemotoriseerd achtbaanmodel ontworpen door de Duitse achtbaanbouwer Anton Schwarzkopf.

## Alpenblitz I en Alpenblitz II
Alpenblitz was na de Wildcat (wildemuis) en de Jet Star-reeks (gewone achtbanen) de derde achtbaansoort van Schwarzkopf. De eerste versie ervan, die nu volgnummer 'I' krijgt, is één keer verkocht geweest en kreeg de naam Cresta. De eigenaar ervan was de Duitse foorkramer Rudolf Robrahn. Echter waren er met deze baan veel technische problemen, waarna Schwarzkopf zijn model grondig reviseerde en met enkele aanpassingen opnieuw verkocht onder de naam Alpenblitz II. De Alpenblitz I werd niet meer verkocht; de Alpenblitz II uiteindelijk 9 keer aan pretparken, maar het was vooral een kermisachtbaan.

## Technisch
Alpenblitz II was net zoals de Alpenblitz I 210 meter lang, maar was in tegenstelling tot de 6 meter hoge Alpenblitz I slechts 5 meter hoog. Door de gemotoriseerde trein kon de baan topsnelheden halen van 72 kilometer per uur.

## Naam
Alpenblitz is Duits voor "Alpenbliksem".

## Voorbeelden
- Alpen Blitz in  Six Flags Great Adventure (verwijderd sinds 1978)
- Alpenblitz in  Bobbejaanland, Lichtaart (verwijderd sinds 1981)
- Grand Canyon Bahn in  Phantasialand (afgebrand in 2001)
- Alpen Blitz in  Parque de la Ciudad, Buenos Aires (SBNO sinds 2003)
- Alpen Blitz in  Queens Land, Chennai (nog steeds geopend)

Lijst van achtbaanmodellen ontworpen door Anton Schwarzkopf